# Kristina Elez
Kristina Elez, née Kristina Franić le 22 mai 1987 à Split en Yougoslavie, est une handballeuse internationale croate évoluant au poste d'arrière droite.

## Carrière
Kristina Franić s'engage avec le Metz Handball à l'été 2010 en provenance du Podravka Vegeta. Après deux saisons et quatre titres, elle quitte le club pour se rapprocher de son compagnon et rejoint le Krim Ljubljana.
En 2018, elle fait son retour en France en rejoignant le CJF Fleury Loiret Handball. Après cinq matches avec le club loirétain, elle annonce sa grossesse en septembre 2018 et voit sa saison se terminer prématurément.
Avec la sélection croate, elle participe notamment au championnat d'Europe 2008 dont elle termine parmi les dix meilleures marqueuses avec 32 buts.

## Palmarès
Compétitions internationales
- Finaliste de la Coupe d'Europe des vainqueurs de coupe en 2005 (avec Podravka Vegeta)

Compétitions nationales
- Championne de Croatie en 2003, 2005, 2006, 2007, 2008, 2009 et 2015 (avec HC Podravka Vegeta)
- Championne de France en 2011 (avec Metz Handball)
- Championne de Slovénie en 2012 (avec RK Krim)
- Vainqueur de la Coupe de France en 2010 (avec Metz Handball)
- Vainqueur de la Coupe de la Ligue en 2010 et 2011 (avec Metz Handball)

### Sélection nationale
Jeux olympiques
- 7e des Jeux olympiques d'été de Londres en 2012

Championnat du monde
- 7e du Championnat du monde 2011

Championnat d'Europe
- 6e du Championnat d'Europe 2008